# Bahrajn World Trade Center
Bahrajn World Trade Center (zkráceně Bahrajn WTC, nebo jen BWTC) je komplex budov světového obchodního centra ve městě Manama v Bahrajnu. Komplex je zvláštní tím, že se jedná o první mrakodrapy na světě s větrnými turbínami začleněnými do vlastní konstrukce, konkrétně mezi dvě 240 metrů vysoké věže připomínající plachty. Věže byly postaveny v roce 2008 architektonickou firmou Atkins, která je známá svými excelentními stavbami na Středním východě (převážně pak v Dubaji, kde postavila mimo jiné i hotel Burdž al-Arab). Budovy BWTC jsou třetí nejvyšší stavbou v Bahrajnu (v 2014 první byl hotel Four Seasons Hotel Bahrain Bay s 270 m, druhý byl Bahrain Financial Harbour s 260 metry). Mají celkem 50 pater, z toho ve 34 patrech se nachází kancelářské prostory. Dole pod budovami, mezi věžemi, se nachází nákupní hala.

## Konstrukce
Obě věže jsou spojeny třemi můstky a každý nese větrnou elektrárnu o výkonu 225 kW, celkem tedy výkon až 675 kW. Vrtule těchto turbín měří 29 metrů (95 stop) v průměru a směřují na sever, což je směr, ze kterého fouká vítr od Perského zálivu. Věže jsou k sobě natočeny pod úhlem a vytváří tak kužel, kterým musí vítr projít, což mu dává větší sílu, která pak působí na turbíny. To výrazně zvyšuje jejich potenciál k výrobě elektřiny, což bylo potvrzeno testy v aerodynamickém tunelu.
Očekává se, že větrné turbíny dokáží vyrobit 11 % až 15 % celkové spotřeby obou věží, což odpovídá přibližně 1,1 až 1,3 GWh ročně. Takové množství energie pokryje průměrnou roční spotřebu až 300 rodinných domů. Turbíny byly poprvé zapnuté 8. dubna 2008 a očekává se, že budou v provozu v průměru 50 % dne.